# Crash Test 01
Crash Test 01 è l'album di debutto dei Bloom 06, pubblicato il 13 ottobre 2006.

## Tracce
1. When the party's over - (Maurizio Lobina, Luca Lobina, Fabrizio Barale) - 5:06
2. Cielo spento - (Maurizio Lobina, Gianfranco Randone, Luca Vicini) - 4:06
3. In the city - (Maurizio Lobina, Gianfranco Randone) - 4:34
4. Don't say these words - (Gianfranco Randone, Maurizio Lobina, Fabio Martino) - 4:05
5. Per sempre - (Maurizio Lobina, Gianfranco Randone, Luca Vicini) - 3:58
6. The crash - (Gianfranco Randone, Maurizio Lobina, Fabrizio Barale, Fabio Martino) - 3:52
7. Vorrei essere come te - (Maurizio Lobina) - 3:45
8. The old field of angels - (Gianfranco Randone, Maurizio Lobina, Luca Lobina) - 5:37

## Formazione
- Jeffrey (Gianfranco Randone) - voce, chitarre, ritmiche, campionamenti, sequencer
- Maury (Maurizio Lobina) - tastiere, synth, archi, ritmiche, campionamenti, cori

Altri musicisti
- Oliver V - basso nelle tracce 1, 2, 4, 5, 6, 8
- Fabrizio Barale - chitarra nelle tracce 2, 6
- Fabio Martino - chitarra nella traccia 4
- Luca Lobina - campionamenti nelle tracce 1, 8

## Singoli estratti
- "In the city" (2006)
- "Per sempre" (2007)